# 浦終い
浦終い（うらじまい）とは、日本の海難事故に際して行われる伝統的な儀式や事後処理の慣習。浦仕舞とも記す。由来は江戸時代、廻船が海難にあった場合の処置である。

## 歴史
室町時代後期に設定された海事法『廻船式目』に端を発する。その後、豊臣秀吉によって慣習法をまとめた『海路諸法度』により海難処理の詳細が制定され、江戸幕府においても慣習法として生き残ることとなる。
海難に際しての宗教的儀式にとどまらず、現場検証や補償、役人の証文交付など一連の必要な手続きをくるめて浦終いと呼ばれた。神戸市内の神社の石碑などにこの浦終いについての言及がある。
現在でも沿岸の地域にこの風習が残る。

## 概略
難船のしらせが来ると、廻船問屋の行司、荷主の総代が改人としてその浦方に出張し、海難の程度を検査する。これを「浦改（うらあらため）」と呼び、このため改人は浦改人と呼んだ。浦改人は浦役人が封印した残荷物、揚荷物を査収して、浦役人の連署した浦証文を受け取り、濡荷の臨時処分、積荷の再輸送、浦入費の支払いなど一切の処理を行った。
浦証文は、通航の浦港で、当地の代官、手代、庄屋などの立ち会いの上、難船の残存荷物、船具などを証明したもの。江戸幕府は、船員がしばしば浦々の者と共謀して、難破のために投荷をしたと偽って貨物を盗むのを防ぐために、寛永13年（1636年）8月、難船取締令を発布。浦々に掲示し（「浦高札」という）、難船を立証するにはこの証文を必要とするとした。全てこれによって船頭、荷主の責任、損害の負担が定められた。

## 事例
- 2008年（平成20年）2月19日、海上自衛隊のイージス艦あたごが千葉県の野島崎沖で漁船と衝突（イージス艦衝突事故）、乗組員の親子2人が行方不明となった。海上自衛隊、海上保安庁および地元の漁協による懸命な捜索にもかかわらず親子は発見できず、2月25日をもって漁協での捜索を打ち切り、浦終いとして読経や海への献花などの儀式が執り行われた。